# Anna Brassey

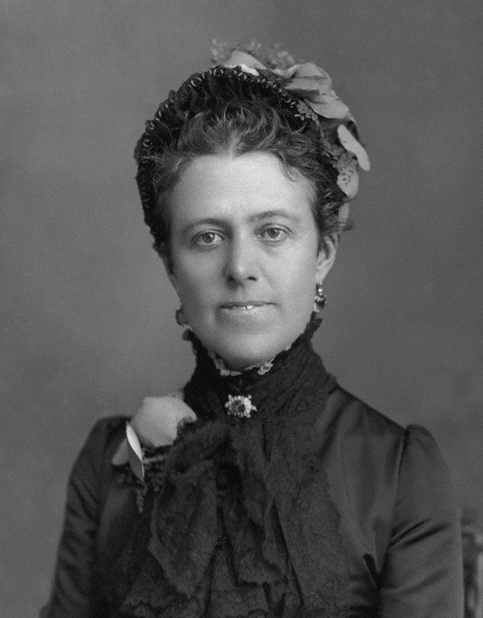
Anna Brassey.

Anna Brassey, född Allnutt den 7 oktober 1840, död den 14 september 1887, var en engelsk författare, 1860 gift med Thomas Brassey. Hon var mor till Thomas Brassey, 2:e earl Brassey.
Anna Brassey vann rykte genom reseskildringar, som fick mycket stor spridning: A Voyage in the Sunbeam (1878; "En sjöfärd omkring jorden", 1881), Sunshine and Storm in the East (1879), Tahiti (1882) och In the Trades, the Tropics and the Roaring Forties (1884; "En sjöresa i tropikerna", 1885). Skildringen av hennes sista resa, under vilken hon dog på sydöstra kusten av Kaplandet, utgavs av lady Broome: The Last Voyage to India and Australia in the Sunbeam (1889).